# Palazzo di Frederiksberg
Il Palazzo di Frederiksberg (in danese Frederiksberg Slot) è una residenza barocca, situata a Frederiksberg, in Danimarca, vicino allo zoo di Copenaghen. Ha una magnifica vista sul parco di Frederiksberg, originariamente destinato a giardino di palazzo in stile barocco. Costruito e ampliato tra il 1699 e il 1735, il palazzo venne adibito a residenza estiva per la famiglia reale fino alla metà del XIX secolo. Dal 1869 ospita l'Accademia per Ufficiali dell'Esercito Reale Danese.

## Storia e descrizione
Quando era ancora principe della corona, Federico IV aveva completato la sua educazione viaggiando in Europa; egli fu particolarmente colpito dall'architettura italiana e, al suo ritorno in Danimarca, chiese al padre, re Cristiano V, il permesso di costruire un palazzo estivo a Solbjerg, il nome con cui era conosciuta all'epoca la collina di Valby.
L'edificio originario, probabilmente disegnato da Ernst Brandenburger, fu completato nel 1703 per Federico IV come una piccola residenza estiva ad un solo piano. Il primo grande ampliamento, quando la struttura venne convertita in un complesso a forma di H a tre piani, venne terminato nel 1709 da Johan Conrad Ernst, che diede al palazzo un aspetto barocco italiano. Fu infine Lauritz de Thurah che progettò il terzo e finale rimodellamento tra il 1733 e il 1738, quando al palazzo vennero aggiunte le ali laterali a circondare il cortile.

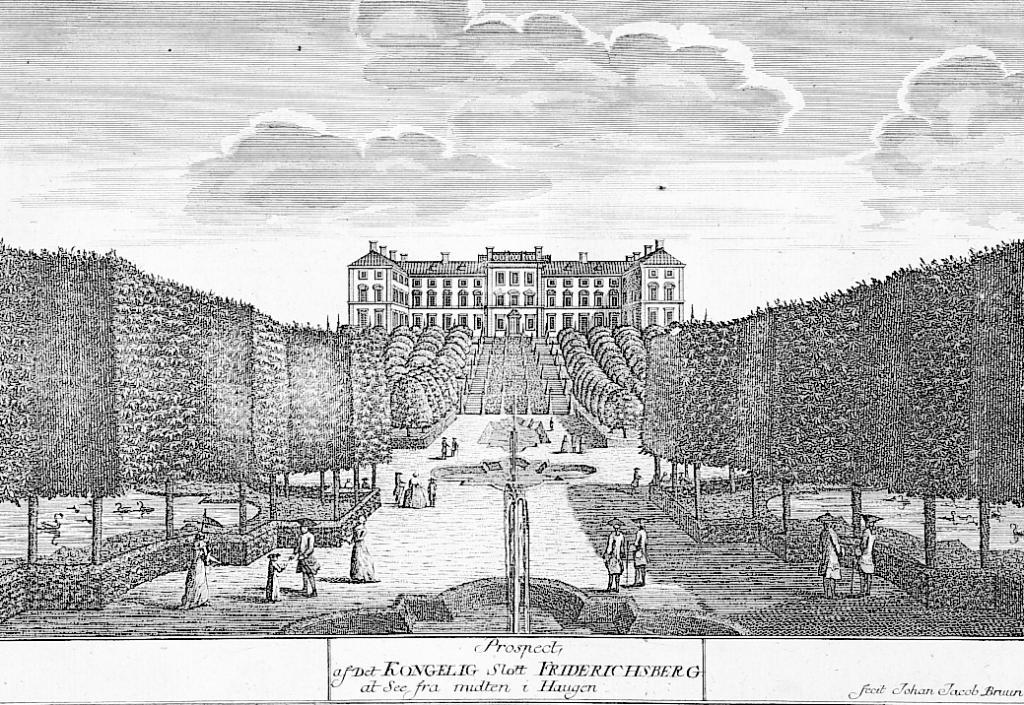
Il palazzo di Frederiksberg visto dal parco; incisione del 1756 su opera di Johan Jacob Bruun

Federico IV trascorse molti anni felici nel palazzo; nel 1716 egli ricevette lo zar di Russia Pietro il Grande a Frederiksberg e, nel 1721, poco dopo la morte della prima moglie, la regina Luisa, egli vi sposò la sua amante, Anna Sofia Reventlow. Cristiano VII, che aveva sposato la principessa inglese Carolina Matilde, trascorse anch'esso del tempo nel palazzo; il loro figlio, che venne incoronato come Federico VI, amò Frederiksberg e vi risiedette sia da principe della corona che da re.
Dopo che la vedova di Federico VI, la regina Maria, morì nel palazzo nel marzo 1852, l'edificio rimase vuoto e cadde in abbandono; nel 1868 fu ceduto al Ministero della Guerra e l'anno successivo divenne l'Accademia per Ufficiali.
L'edificio ha subito due significativi interventi di restauro, il primo tra il 1927 e il 1932 e poi tra il 1993 e il 1998.
Fu durante la costruzione del palazzo che venne deciso che si sarebbe dovuta edificare una cappella nell'ala orientale; questo probabilmente spiega perché non vi è alcuna evidenza della sua esistenza dall'esterno. Attualmente essa occupa lo spazio dietro le tre finestre centrali del piano terra. Wilhelm Friedrich von Platen e Ernst Brandenburger disegnarono la cappella in stile barocco; venne inaugurata il 31 marzo 1710. Quando il palazzo venne adibito ad accademia militare, gli arredi della cappella, compreso il pulpito, vennero trasferiti altrove; negli anni 1930 vennero poi riposizionati nella loro collocazione originale.
Il palazzo e la cappella possono essere visitati; essi contengono maestose decorazioni in stucco, soffitti dipinti, un'elegante stanza da bagno in marmo con una scala d'accesso segreta e la cucina del pancake per le principesse. Nel 1854 il parlamentare britannico S. M. Peto donò una finestra da altare al Re di Danimarca per la chiesetta; la vetrata era stata disegnata dallo scultore John Thomas e realizzata dagli artigiani Ballatine e Allan di Edimburgo.
Sin dal 1932 la cappella è utilizzata come la locale chiesa parrocchiale.

## Il parco

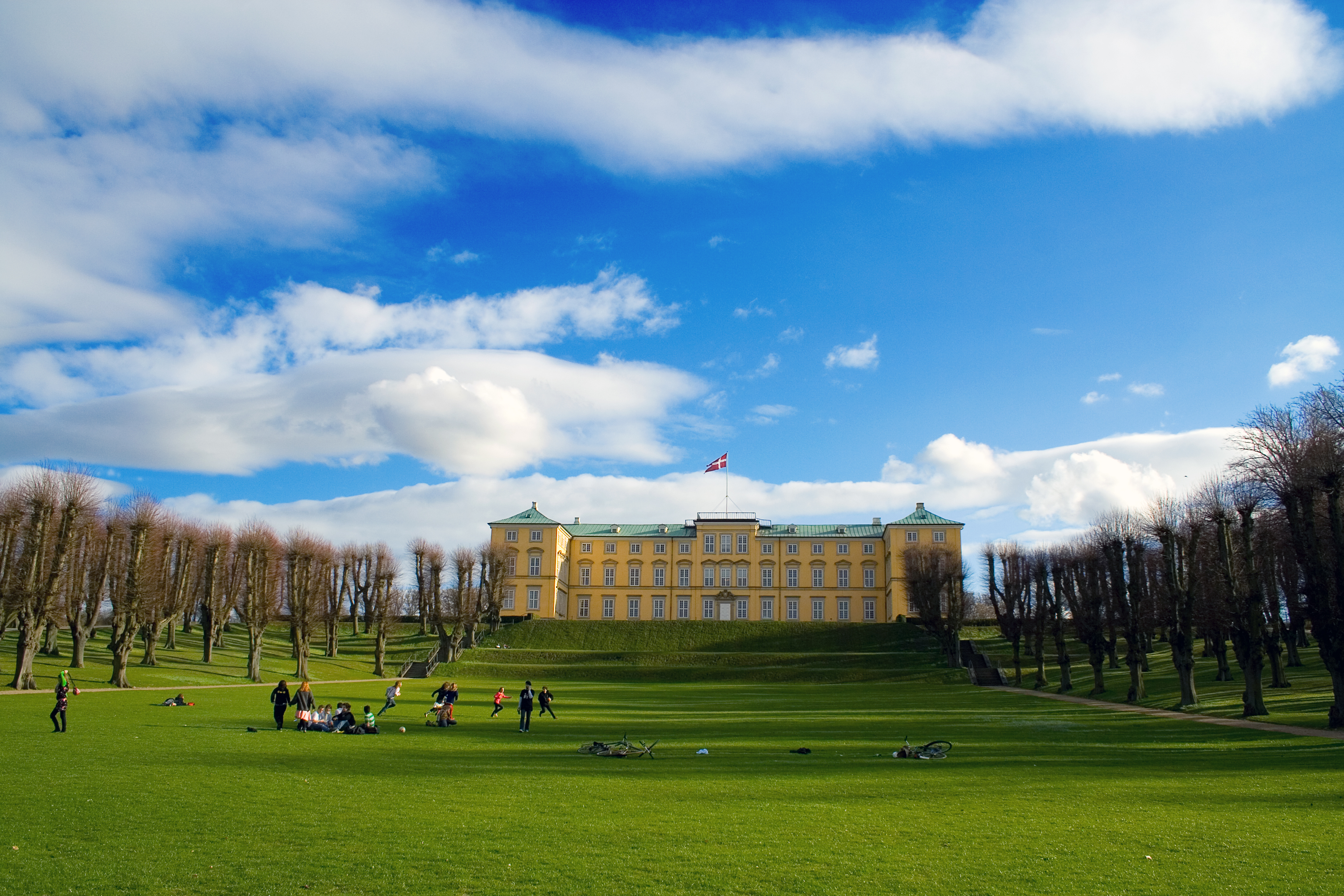
Il parco di Frederiksberg in una fotografia dell'aprile 2006

Il palazzo si affaccia sul parco di Frederiksberg che risale alla prima edificazione del palazzo nel 1703; all'epoca era stato ideato da H. H. Scheel, con l'assistenza dell'architetto di giardini Johan Cornelius Krieger, come un giardino barocco perfettamente simmetrico con cascate e filari di tigli lungo la terrazza del palazzo.
Tra il 1795 e il 1804 il parco venne riprogettato da Peter Pedersen come un giardino all'inglese con sentieri serpeggianti, laghetti, isole e canali che possono essere ammirati ai giorni d'oggi. Fu in questo periodo che vennero aggiunti la casa estiva cinese (Andreas Kirkerup, 1801) e il tempio di Apis (N.A. Abildgaard, 1804).